# Conjunto de nivel
Sea {\displaystyle H} un conjunto y {\displaystyle f:H\to \mathbb {R} } un campo escalar sobre {\displaystyle H}. El conjunto de nivel {\displaystyle C_{k}} para la función {\displaystyle f} es el subconjunto de puntos {\displaystyle x} en {\displaystyle H} para los cuales {\displaystyle f(x)=k}.
En símbolos:
{\displaystyle C_{k}=\left\{x\in H\ |\ f(x)=k\right\}.}
Un conjunto de nivel puede coincidir con el conjunto vacío.
- Si {\displaystyle H=\mathbb {R} ^{2}} los conjuntos de nivel son en general curvas y se las llama curvas de nivel.
- Si {\displaystyle H=\mathbb {R} ^{3}} los conjuntos de nivel suelen ser superficies y se les llama superficies de nivel.
- Para dimensiones mayores, no se cuenta con una representación gráfica de estos conjuntos.

## Aplicaciones
- En cartografía, las curvas de nivel unen los puntos de un mapa que se encuentran a la misma altura (cota). Cuando representan los puntos de igual profundidad en el océano y en el mar, así como en lagos de grandes dimensiones, se denominan isóbatas
- En meteorología, las curvas de nivel se suelen usar para unir puntos que tienen la misma presión (isobaras).
- En electromagnetismo, las curvas o superficies de nivel pueden representar conjuntos que tienen un mismo potencial.

## Conjuntos de nivel y gradientes
Si el conjunto {\displaystyle H} coincide con {\displaystyle \mathbb {R} ^{n}} y el campo escalar {\displaystyle f} es de clase {\displaystyle C^{1}} entonces los vectores gradiente del campo escalar son ortogonales a los conjuntos de nivel en el siguiente sentido: Sea {\displaystyle C_{k}} un conjunto de nivel y {\displaystyle c:I\subset \mathbb {R} \to C_{k}} una curva diferenciable. Los vectores gradiente del campo {\displaystyle f} sobre la curva, son ortogonales a los vectores velocidad de la curva.
En efecto, para todo {\displaystyle t} en {\displaystyle I},
{\displaystyle f(c(t))=k\,.}
Derivando respecto de {\displaystyle t} se obtiene (usando la derivada de una composición de funciones)
{\displaystyle \nabla f(c(t))\cdot c'(t)=0}
En particular, las curvas integrales asociadas al campo vectorial generado por el gradiente de {\displaystyle f} son "ortogonales" a los conjuntos de nivel asociadas a dicha función.
En física, estas curvas integrales se las suele llamar líneas de campo o líneas de fuerza, según el contexto.
- Datos: Q126955